# Абрикосов, Дмитрий Иванович
Дми́трий Ива́нович Абрико́сов (11 [23] апреля 1876, Москва, Российская империя — 1951, Пало-Алто, США) — русский дипломат.

## Биография
Родился 11 (23) апреля 1876 года в Москве в известной купеческой семье Абрикосовых: его дед, А. И. Абрикосов был основателем кондитерской фабрики «Товарищества А. И. Абрикосова Сыновей» (ныне концерн «Бабаевский»); отец — Иван Алексеевич Абрикосов (1853—1882) умер 25 июля 1882 года, будучи распорядителем VIII группы Всероссийской выставки в Москве, во время подготовки павильона своей фирмы; мать, Анна Дмитриевна (урождённая Арбузова; 1855—1882), умерла десятью днями раньше, при родах дочери Анны. Все их пятеро детей взял на воспитание дядя — Николай Алексеевич Абрикосов. Брат Алексей - известный патологоанатом.
Дмитрий Абрикосов окончил частную гимназию Креймана, в которой обучался 10 лет, и 2 августа 1894 года поступил на естественное отделение физико-математического факультета Московского университета; через год перешёл на юридический факультет. В 1898 году он представил сочинение по истории философии права «Учение Спинозы о праве и государстве в связи с его философией», которое было удостоено почётного отзыва; в 1899 по окончании университета экзаменовался в Юридической испытательной комиссии, сдав испытания по всем предметам с отметкой «весьма удовлетворительно» и был удостоен диплома 1-й степени. 
Отбыв воинскую повинность в артиллерийской бригаде в качестве вольноопределяющегося, в 1900 году он поступил на службу в Министерство иностранных дел с причислением к Главному архиву МИД в Москве, где занимался разбором части архива князя Григория Александровича Потёмкина-Таврического. С 1902 года работал переводчиком во 2-м департаменте министерства. В 1908 году был назначен вторым секретарём российской миссии в Пекине, а в 1912 году — вторым секретарём посольства в Токио. С 1914 года работал в Дальневосточном отделе МИД, в мае 1916 года снова назначен в Токио уже первым секретарём; имел чин статского советника.
После Октябрьской революции Япония не признала большевистское правительство, и старое посольство России продолжало свою работу, сначала поддерживая различные антибольшевистские силы в Сибири, а затем представляя интересы белоэмигрантов, оказавшихся в Японии; в 1919 году был первым секретарём посольства в Токио, а с 1921 года, после отъезда из Японии В. Н. Крупенского — поверенный в делах «посольства без правительства» и был на этой должности до признания СССР Японией в начале 1925 года. После этого Абрикосов жил в Японии как частное лицо, оставаясь, тем не менее, неофициальным представителем русской эмигрантской колонии перед японскими властями. В Японии он пребывал и во время Второй мировой войны. В связи с опасностью от американских авианалётов некоторое время жил у П. Г. Васкевича в Кобэ.
В 1946 году после окончания войны, получив разрешение, выехал в США.
Умер 4 ноября 1951 года в Пало-Алто (Калифорния, США). Похоронен на кладбище Альта Месса Мемориал парк (Alta Mesa Memorial Park).
Д. И. Абрикосов — автор обширных мемуаров, которые завещал своему двоюродному брату П. Н. Абрикосову. В 1954 году брат передал рукопись в Бахметьевский архив, в 1964 году мемуары Абрикосова были опубликованы на английском языке в США, а в 2008 году в русском переводе.

## Сочинения
- Revelations of a Russian diplomat / the memoirs of Dmitrii I. Abrikossow. Ed. by George Alexander Lensen. — Seattle : Washington U.P., 1964.
- Судьба русского дипломата / Д. Абрикосов. Пер. с англ. Н. Абрикосовой, Е. Дорман. — М.: Русский путь, 2008. — 576 с.
- Чему свидетели мы были… : Переписка бывших царских дипломатов, 1934—1940 : Сборник документов в двух книгах / Министерство иностранных дел РФ ; Служба внешней разведки РФ. — М. : Гея, 1998. (в сборнике приводятся ряд писем Абрикосова В. А. Маклакову за 1930-е годы, информирующие о ситуации в Японии).